# Zacarías Bonnat
Zacarías Bonnat, né le 27 février 1996 à Bayaguana, est un haltérophile dominicain évoluant en catégorie des moins de 81 kg ou moins de 89 kg.
Il établit un nouveau record olympique en 2021 lors des Jeux olympiques de Tokyo en épaulé-jeté dans la catégorie des -81 kg avec un total de 202 kg, juste avant d'être battu par le chinois Lü Xiaojun (204 kg)

## Palmarès

### Jeux olympiques
- Jeux olympiques d'été de 2020 à Tokyo
  -  Médaille d'argent en moins de 81 kg[1].

### Championnats du monde
- Championnats du monde d'haltérophilie 2018 à Achgabat, Turkmenistan
  - 17e en -89 kg
- Championnats du monde d'haltérophilie 2018 à  Pattaya, Thaïlande
  - 8e en -81 kg

### Jeux panaméricains
- Jeux panaméricains de 2019 à Lima
  -  Médaille d'argent en moins de 81 kg.